# Dique do Tororó
O Dique do Tororó é o único manancial natural da cidade de Salvador, no estado da Bahia, no Brasil, tombado pelo Instituto do Patrimônio Histórico e Artístico Nacional. Comumente reduzido para Dique, possui uma lagoa de 110 mil metros cúbicos de água. É delimitada, atualmente, pelo bairro do Tororó em sua margem esquerda; pelo do Engenho Velho de Brotas em sua margem direita; ao Norte, pelo bairro de Nazaré e pelo estádio Arena Fonte Nova; e, ao Sul, pelo bairro do Garcia.
É margeado pelas avenidas Presidente Costa e Silva e Vasco da Gama - que, ao Sul, convergem para a avenida Centenário e o Vale dos Barris.
Uma de suas principais características são as oito esculturas de orixás flutuando no espelho d'água. Elas foram instaladas em 1998 e são assinadas pelo artista plástico Tatti Moreno. Representam os orixás Oxum, Ogum, Oxóssi, Xangô, Oxalá, Iemanjá, Nanã e Iansã. À noite, possuem uma bela iluminação cênica.
O termo "Tororó" vem do tupi antigo tororoma, que significa "jorro" (de água).

## História
À época do Brasil Colônia, o dique delimitava o limite norte da Cidade Alta de Salvador, então capital do Brasil.

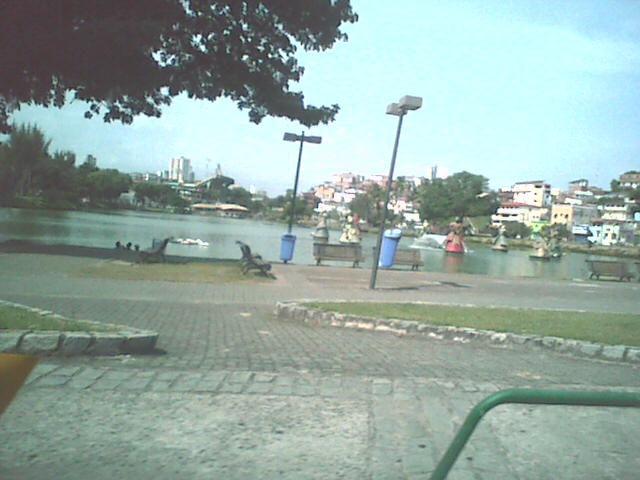
Vista do parque em frente ao Dique

Essa estrutura, com função defensiva, é reportada por historiadores como tendo sido erguida pelos governos gerais entre o final do século XVII e meados do século XVIII para defesa complementar dos limites de Salvador. Outras fontes, no entanto, atribuem sua construção aos holandeses. As suas águas contornavam a cidade desde o forte do Barbalho até o forte de São Pedro; para a sua formação, foram represadas as águas das nascentes do rio Urucaia.
Ainda de acordo com o mesmo autor, com o desenvolvimento urbano da cidade, partes do dique deixaram de existir, em função de aterros.
Na realidade, o primitivo dique constituía-se em uma ampliação do dique de defesa da Cidade Alta, executada durante o governo do vice-rei e capitão general de mar e terra do Estado do Brasil, dom Vasco Fernandes César de Meneses (1720-1735), dentro do plano de fortificação de Salvador. Esse projeto havia sido elaborado em 1714 pelo capitão de engenheiros francês Jean Massé, que, após as invasões do Rio de Janeiro por corsários franceses em 1710 e em 1711, por determinação do rei João V de Portugal (1705-1750), em 1712, passou com o posto de brigadeiro ao Brasil para examinar e reparar as fortificações daquele Estado.
Na década de 1990, o Dique foi revitalizado pela CONDER, sendo entregue à população em 2 de abril pelo então governador do estado, Paulo Souto.
Em outubro de 2017, no Dique foi verificado um mau cheiro intenso, que impediu a realização de rituais religiosos do candomblé.

## Folclore
Desde a época colonial, a população de Salvador tinha, por hábito, se abastecer nas águas do dique. Uma tradicional quadrinha, popular até os dias de hoje, canta:
Eu fui ao Tororó
Beber água e não achei
Encontrei linda morena
Que no Tororó deixei...
Já o historiador Olavo Rodrigues sustenta que a cantiga refere-se à Bica de Itororó, na cidade paulista de Santos.